# Wismilak International 1996
Wismilak International 1996 — жіночий тенісний турнір, що проходив на відкритих кортах з твердим покриттям у Сурабаї (Індонезія). Належав до турнірів 4-ї категорії в рамках Туру WTA 1996. Відбувсь утретє і тривав з 7 до 13 жовтня 1996 року. Друга сіяна Ші-тін Ван виграла свій другий підряд титул на цьому турнірі.

## Фінальна частина

### Одиночний розряд
Ші-тін Ван —  Міягі Нана 6–4, 6–0
- Для Ван це був перший титул в одиночному розряді за сезон і 5-й - за кар'єру.

### Парний розряд
Александра Фусаї /  Керрі-Енн Г'юз —  Тіна Кріжан /  Нелле ван Лоттум 6–4, 6–4
- Для Фусаї це був єдиний титул за сезон і 1-й - за кар'єру. Для Г'юз це був єдиний титул за сезон і третій - за кар'єру.